# Tityus marajoensis
Espèce
Tityus marajoensis est une espèce de scorpions de la famille des Buthidae.

## Distribution
Cette espèce est endémique du Pará au Brésil. Elle se rencontre sur l'île de Marajó.

## Description
La femelle holotype mesure 49,1 mm.

## Étymologie
Son nom d'espèce, composé de marajo et du suffixe latin -ensis, « qui vit dans, qui habite », lui a été donné en référence au lieu de sa découverte, l'île de Marajó.

## Publication originale
- Lourenço & da Silva, 2007 : « New evidence for a disrupted distribution pattern of the ‘Tityus confluens’ complex, with the description of a new species from the State of Parà, Brazil (Scorpiones, Buthidae. » Amazoniana, vol. 19, no 3/4, p. 77-86 (texte intégral).